# Икорец (река)
Ико́рец — река в Воронежской области России, левый приток Дона, бассейн Азовского моря.

## География
Протекает по территории Панинского, Бобровского и Лискинского районов. Долина реки заболочена. Крупные притоки — реки Смычек (правый) и Берёзовка (левый).

## Заселение реки
Заселение реки началось при Петре I в конце XVII века. В это время на реке была построена Икорецкая верфь. Судостроение на реке продолжалось до 1738 года.